# Modri kozliček
Modri kozliček (znanstveno ime Callidium violaceum) je vrsta hroščev iz družine kozličkov.

## Opis
Odrasli hrošči so dolgi med 8 in 18 mm, temnorjave do vijolične barve, telo pa je pokrito s temnimi dlačicami. Samice odlagajo jajčeca v izdolbine v mrtvem lesu iglavcev, ki jih naredijo same. Ličinke se nato hranijo pod skorjo in dosežejo do 26 mm, preden se zabubijo. Ličinke izdolbejo mrežo zavitih rovov, ki so široki okoli 15 mm in globoki od 2 do 3 mm. Rovi so zapolnjeni s črvino. Buba modrega kozlička je bela, dolga med 9 in 17 mm. V Sloveniji ima modri kozliček eno ali dve generaciji letno, aktiven pa je od maja do julija.